# Dicyemennea gracile
Dicyemennea gracile är en djurart som tillhör fylumet rhombozoer, och som först beskrevs av Wagener 1857.  Dicyemennea gracile ingår i släktet Dicyemennea och familjen Dicyemidae. Inga underarter finns listade i Catalogue of Life.